# Бравецово
Бравецово (слч. Braväcovo) насељено је мјесто са административним статусом сеоске општине (слч. obec) у округу Брезно, у Банскобистричком крају, Словачка Република.

## Становништво
| Година:    | 1994. | 2004.   | 2014.   | 2024.   |
| ---------- | ----- | ------- | ------- | ------- |
| Број људи: | 745   | 727     | 694     | 647     |
| Разлика:   |       | -2,41 % | -4,53 % | -6,77 % |

| Година:    | 2023. | 2024.   |
| ---------- | ----- | ------- |
| Број људи: | 649   | 647     |
| Разлика:   |       | -0,30 % |

Према подацима о броју становника из 2011. године насеље је имало 718 становника.